# Wilhelmine a Prusiei (1774-1837)

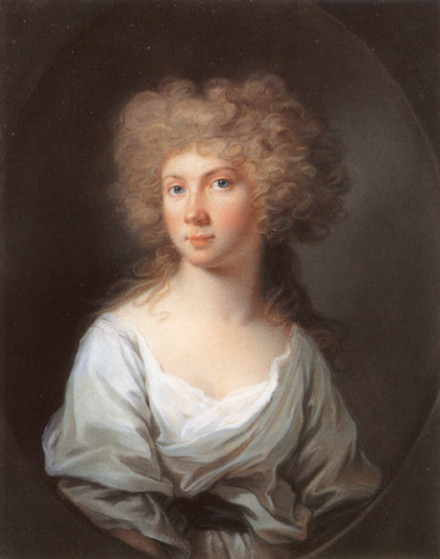
Regina Wilhelmine a Țărilor de Jos

Prințesa Wilhelmine a Prusiei, născută Prințesă a Prusiei (Frederica Louisa Wilhelmina; n. 18 noiembrie 1774 - d. 12 octombrie 1837), a fost prima soție a regelui Willem I al Țărilor de Jos.

## Biografie
Prințesa Wilhelmine s-a născut la Potsdam. A fost al patrulea copil (din opt) al regelui Frederic Wilhelm al II-lea al Prusiei și a reginei Frederica Louisa.
La 1 octombrie 1791 s-a căsătorit la Berlin cu verișorul ei, Willem I al Țărilor de Jos, fiul lui Willem al V-lea, Prinț de Orange. Tânărul cuplu a trăit la Palatul Noordeinde din Haga. În 1795, francezii au invadat Provinciile Unite iar familia princiară a plecat în exil. La început au stat în Anglia, apoi la Berlin. Prințesa s-a întors la Haga la începutul anului 1814.
Prințesa Wilhelmine a devenit regină a Olandei în 1815. N-a fost o regină populară și a fost criticată pentru rochiile ei germane. S-a implicat în acțiuni caritabile așa cum era de așteptat de la o regină și a fost interesată de pictură și protejarea muzeelor. Sănătatea ei s-a agravat începând cu anul 1820 iar după 1829, rar a fost văzută în public. A murit la palatul Noordeinde din Haga în 1837, la vârsta de 62 de ani și a fost înmormântată la Biserica Nouă din Delft.

## Copii
- Willem al II-lea al Țărilor de Jos (1792 - 1849) căsătorit cu Marea Ducesă Anna Pavlovna a Rusiei
- Prințul Frederic al Olandei (1797 - 1881) căsătorit cu Prințesa Louise a Prusiei
- Prințesa Pauline a Olandei (1800 - 1806)
- Prințesa Marianne a Olandei (1810 - 1883) căsătorită cu Prințul Albert al Prusiei